# Borgertinget på klimaområdet
Borgertinget på klimaområdet, også kaldet Klimaborgertinget, blev stiftet i efteråret 2020. Klimaborgertinget består af 99 borgere i Danmark sammensat af Danmarks Statistik ud fra en række socioøkonomiske faktorer. Borgertinget er skabt på baggrund af klimaloven,  der blev vedtaget i 2020 på baggrund af en aftale mellem et bredt folketingsflertal i december 2019. I aftaleteksten står:
Aftaleparterne er endvidere enige om, at der frem mod den første klimahandlingsplan oprettes et borgerting, hvor borgerne kan få deres stemme hørt i tilrettelæggelsen af klimapolitikken. 

## Borgertingets opgaver
Ifølge Borgertingets hjemmeside :
Borgertinget skal diskutere borgernære dilemmaer og spørgsmål, som klimakrisen stiller det danske samfund overfor. Der indkaldes relevante eksperter, som kan klæde tingets medlemmer fagligt på, inden de diskuterer og konkluderer. Herefter skal Borgertinget fremlægge konklusioner og anbefalinger til klima-, energi, og forsyningsministeren og Klima-, Energi- og Forsyningsudvalget (KEF udvalget).
Regeringen er ikke juridisk forpligtet til at implementere Borgertingets forslag, som det har været set i andre lande, f.eks. i Frankrig og Irland, hvor tilsvarende Borgerting har været i gang. Borgertingets mandat er dermed forholdsvist svagt, og det fremgår heller ikke umiddelbart af ovenstående, at Borgertinget skal hjælpe regeringen med forslag til at nå 70 %-målsætningen.

## 70%-målet
Folketinget har via klimaloven forpligtet nuværende og fremtidige regeringer til at sikre, at Danmark opnår en 70 % reduktion af den indenlandske CO2-udledning senest i 2030.